# Schloss Hohenprießnitz

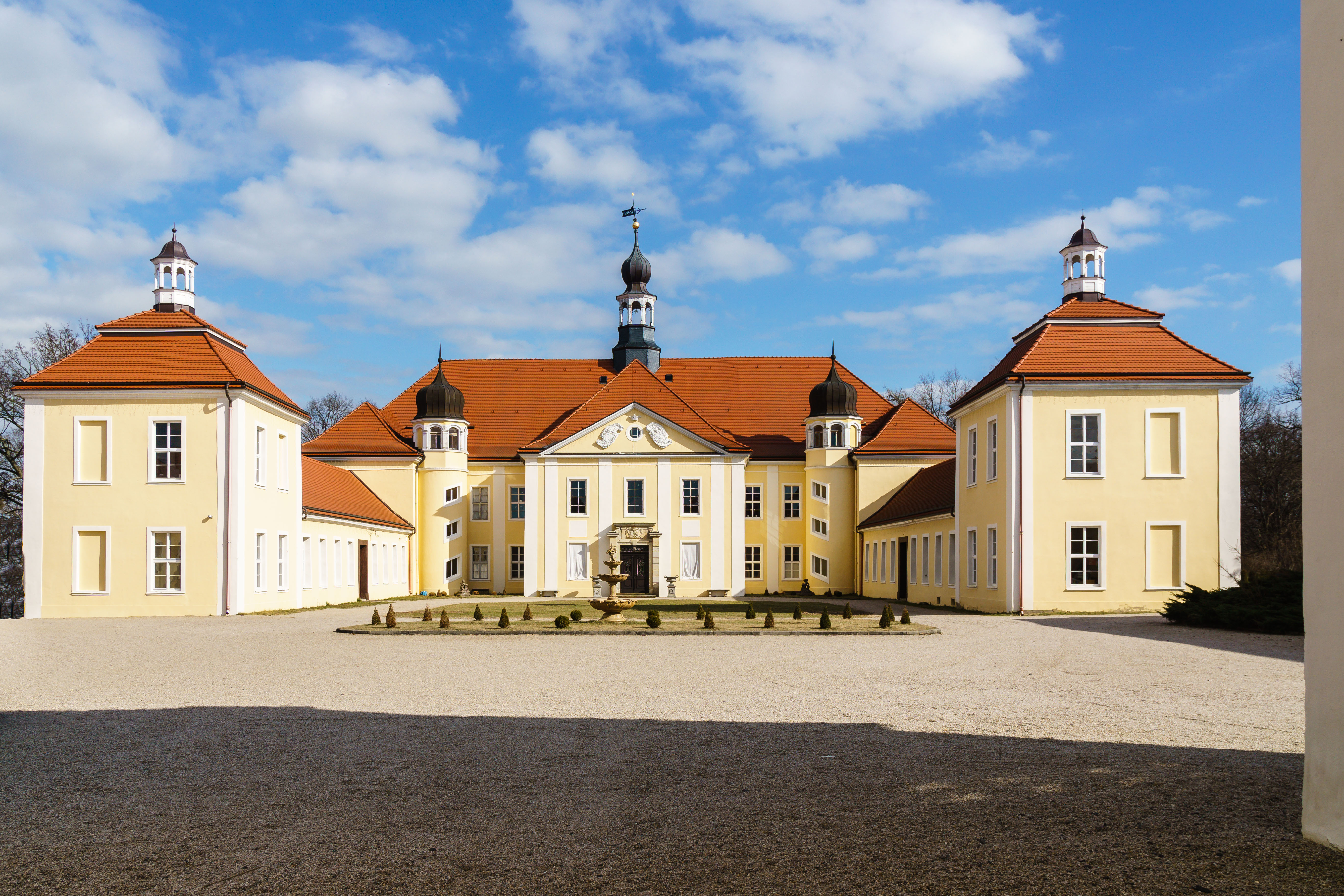
Schloss Hohenprießnitz

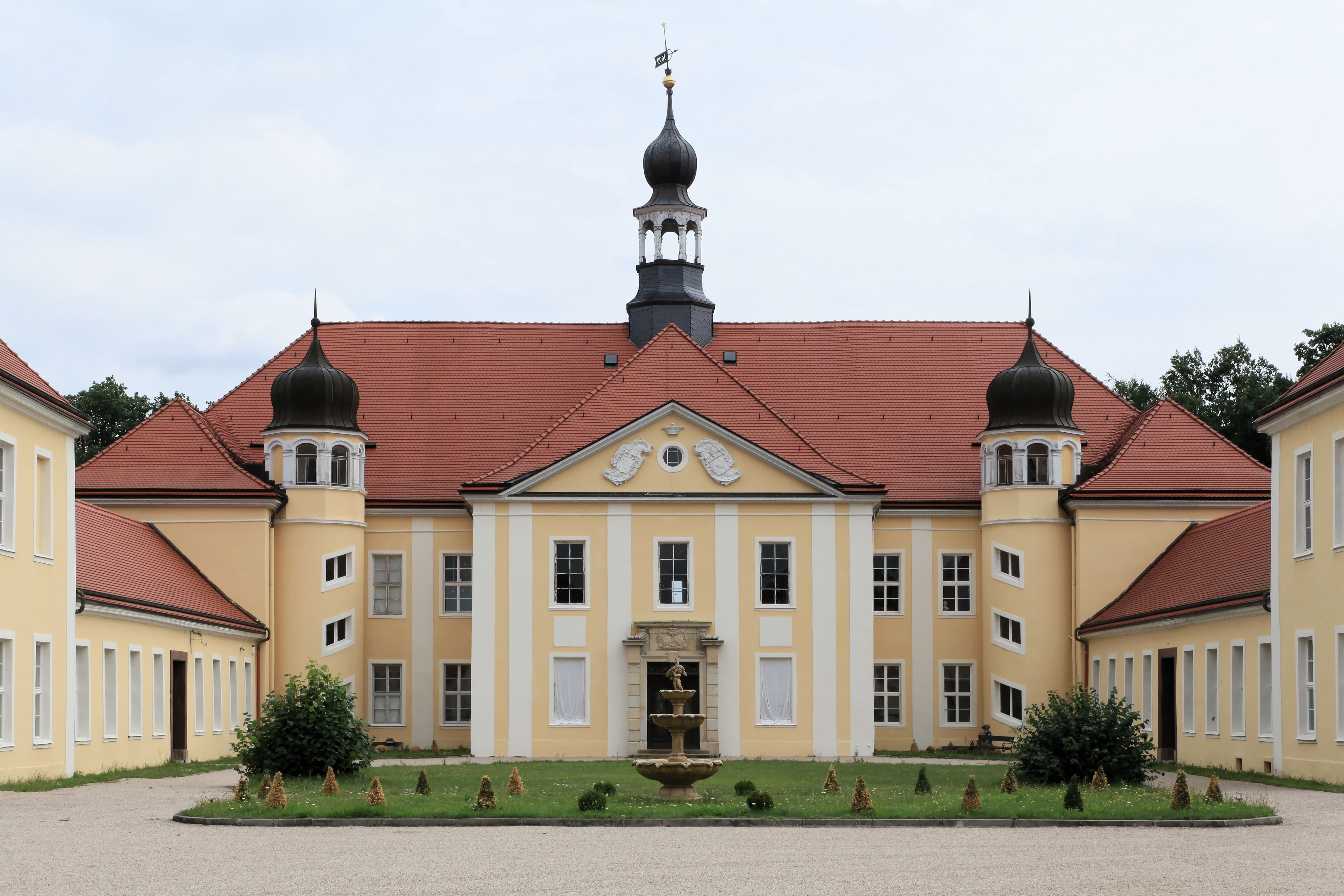
Ansicht von der Eilenburger Landstraße

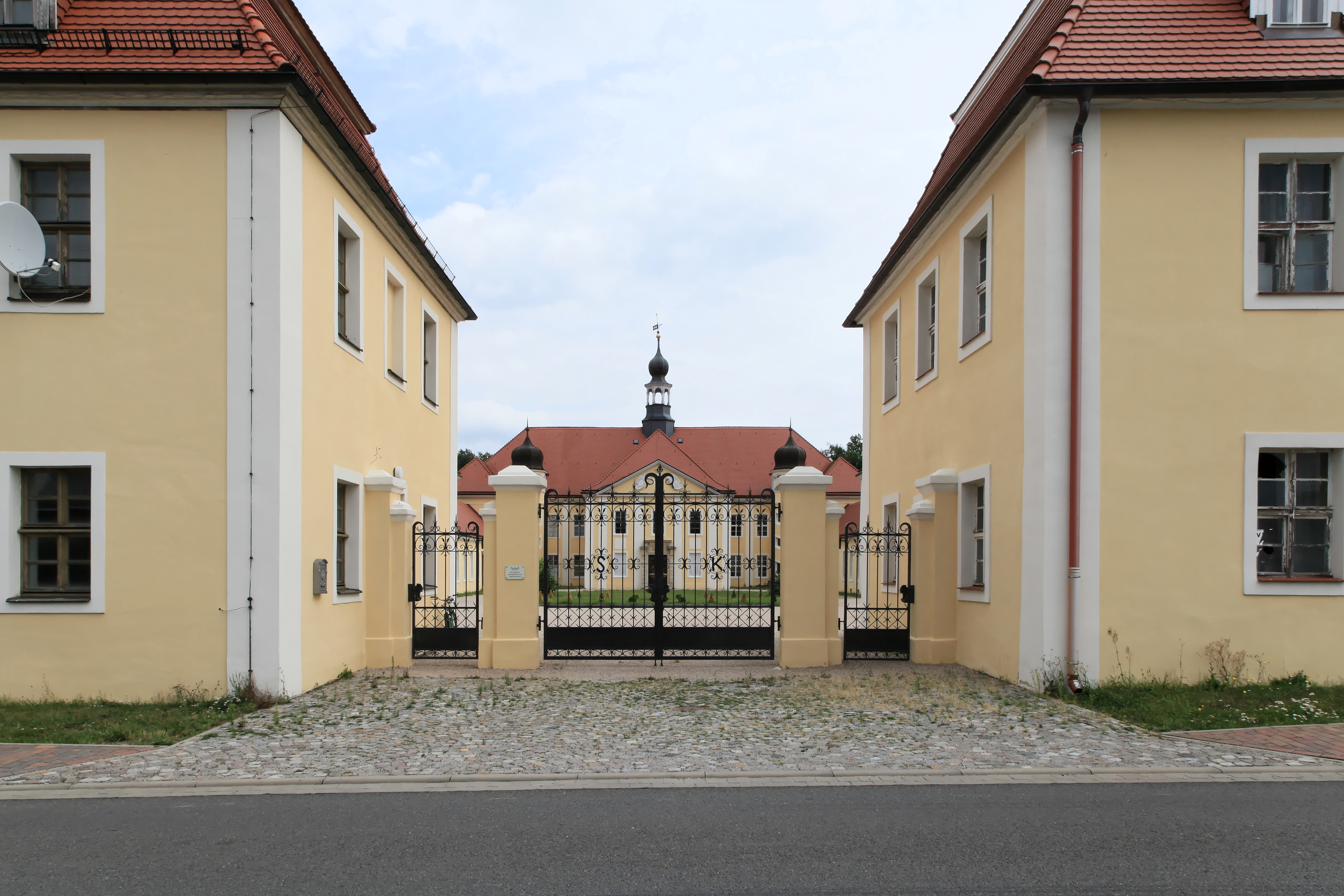
Straßenansicht mit Tor

Das Schloss Hohenprießnitz ist eine barocke Schlossanlage im Ortsteil Hohenprießnitz von Zschepplin im Landkreis Nordsachsen in Sachsen. Es wurde von der Sächsischen Akademie für Lehrerfortbildung genutzt und 2011 an einen Privateigentümer verkauft. Es wird für exklusive Feiern und Events vermietet.

## Geschichte
Die reizvolle barocke Dreiflügelanlage wurde in den Jahren 1699–1702 möglicherweise nach Plänen von Hermann Korb für Baron Anton Albrecht von Imhoff, den Kammerpräsidenten am Hof des Herzogs von Braunschweig-Wolfenbüttel erbaut, der seit 1704 am Hof Augusts des Starken wirkte. Nach dem Tod des Barons erwarb der Leipziger Kaufmann Peter Hohmann das Bauwerk, der im Jahr 1717 als Panner und Edler von Hohenthal in den Adelsstand erhoben wurde; bis zum Jahr 1945 blieb das Bauwerk im Besitz dieser Familie. Er ließ das Innere des Schlosses weiter ausbauen (davon sind zwei Räume im Obergeschoss erhalten); weitere Veränderungen und Anbauten erfolgten im 19. Jahrhundert. Eine Restaurierung erfolgte im Jahr 1972, weitere Maßnahmen im Innern in den Jahren 1984 am Stuck und 1987 an der Deckenmalerei im Festsaal.

## Architektur und Ausstattung

### Äußeres
Der Dreiflügelanlage ist ein weiträumiger Ehrenhof vorgelagert; zwei symmetrische, dreiseitig einen weiteren Hof umschließende Wirtschafts- und Verwaltungstrakte schließen die Anlage zur Straße hin ab.
Das zweigeschossige Corps de logis ist mit weit vorgezogenen Mittel- und Eckrisaliten versehen, das Walmdach trägt einen kleinen Dachreiter. Der Mittelrisalit ist zur Hofseite hin dreiachsig ausgebildet, der abschließende Dreieckgiebel mit Kartuschen verziert. Die kurzen Seitenflügel sind nur eingeschossig, als Kopfbauten dienen zweigeschossige Pavillons; die Zeltdächer waren ehemals mit Mansarden versehen und sind von Laternen bekrönt. In den Ecken zwischen Corps de logis und den Seitenflügeln sind zwei runde Treppentürme mit geschweiften Hauben eingefügt, mit der Jahreszahl 1894. Die Fassade zur Gartenseite war ursprünglich durch Pilaster gegliedert, die heute zu Lisenen vereinfacht sind.

### Inneres
Im Innern ist die Raumfolge teilweise noch erhalten; das zweiarmige, die gesamte Breite des Mittelrisalits ausfüllende Haupttreppenhaus ist aus Holz. Auf dessen Ausführung beruht im Wesentlichen die Zuschreibung des gesamten Schlossbaus an den Baumeister Hermann Korb. Der Gartensaal in der Mittelachse des Erdgeschosses wurde im 19. Jahrhundert vereinfachend umgestaltet. Daneben liegt das Jagdzimmer in schweren Formen der Neorenaissance der zweiten Hälfte des 19. Jahrhunderts, mit einer selten gewordenen vollständigen Ausstattung mit Vertäfelungen und Einbauschränken, sowie einem wohlgestalteten Kamin mit figürlichen Kacheln, welche Jagdszenen zeigen.
Der aufwändige Festsaal im Obergeschoss wurde seit 1723 neu gestaltet. Die Decke ist mit reichen, stark plastischen Stuckverzierungen versehen, die vermutlich von den Brüdern Giovanni Pietro und Carlo Antonio Castelli geschaffen wurden. Die um 1730 gleichzeitig mit dem Stuckdekor entstandene Plafondmalerei wurde wahrscheinlich von Carlo Ludovisi Castelli ausgeführt, ähnlich wie im thüringischen Schloss Altenburg. Die figurenreiche Komposition zeigt die Einführung des Herkules in den Olymp, eine Anspielung auf die Erhebung Peter Hohmanns in den Reichsadelsstand. Das Mittelbild ist von vier Kartuschen mit Personifikationen der Wissenschaften und des Friedens umgeben; an der Fensterfront ging die Bemalung verloren. In den Ecken der Voute sind stuckierte Profilbüsten von vier römischen Imperatoren dargestellt. An den Schmalseiten des Raumes sind barocke Kamine eingebaut.

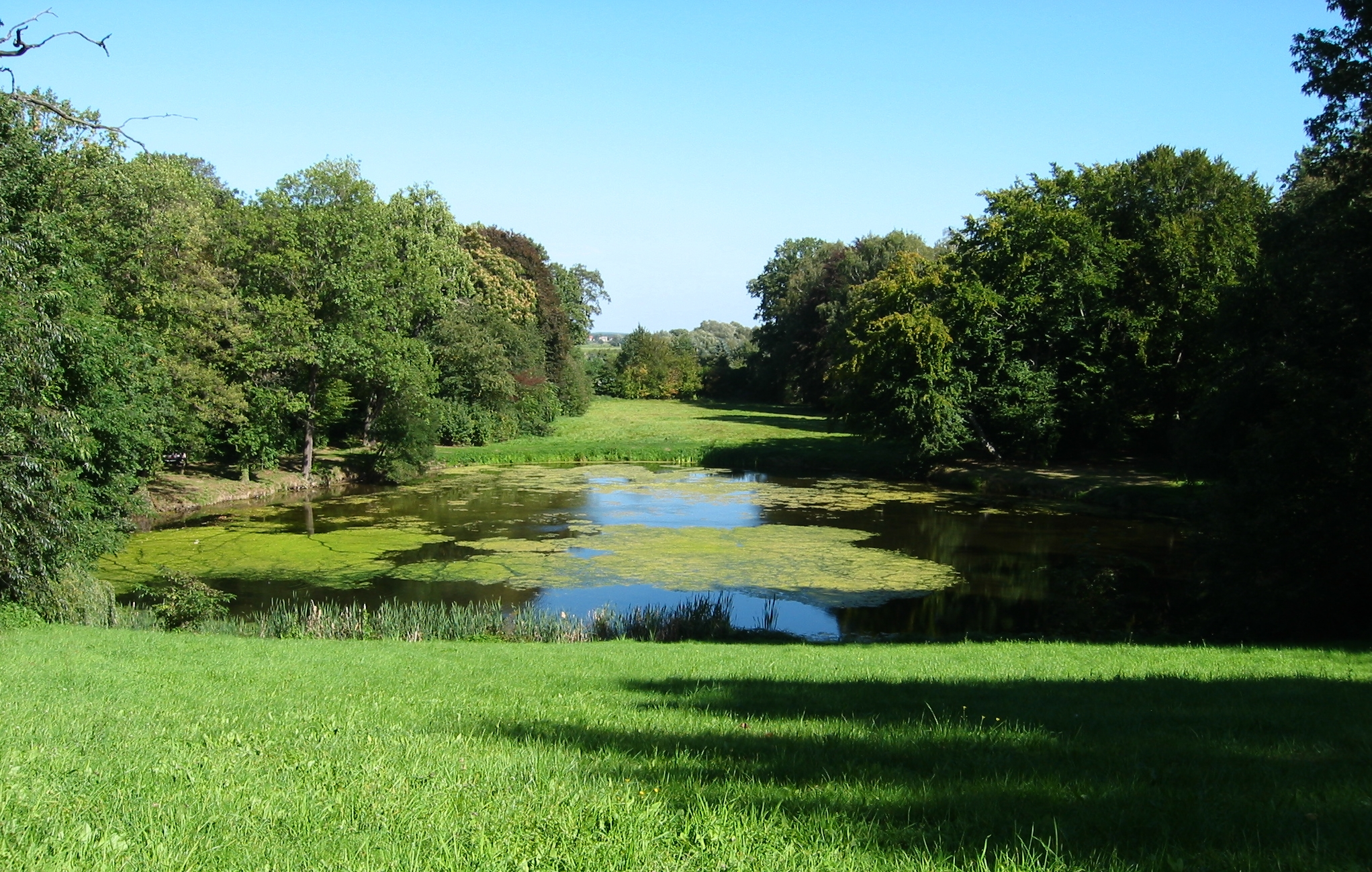
Schlosspark

## Umgebung
Auf dem an der Gartenseite zur Mulde hin abfallenden Gelände wurde in den 1790er Jahren vermutlich nach Plänen von Johann Georg Gottlieb Schoch (dem Sohn des Wörlitzer Hofgärtners) ein englischer Landschaftsgarten angelegt. Die Anlage ist seit 1945 verwildert, aber in ihrer ursprünglichen Struktur noch erhalten; seit 1983 erfolgte eine Rekonstruktion. Die Parkarchitekturen sind heute teilweise verloren, die im 19. Jahrhundert aufgestellten Stelen und Denkmäler für Angehörige der Familie von Hohenthal zum Teil noch vorhanden.
Die Wirtschaftsgebäude sind eingeschossig; seitlich der Durchfahrt sind zweigeschossige Pavillons mit Mansardwalmdach angeordnet.